# Monika Völlmeke
Monika Völlmeke (* 4. August 1946; † 3. Juli 2017 in Prien am Chiemsee) war eine deutsche Juristin. Sie war von 1990 bis 2011 Richterin am Bundesfinanzhof, seit Juni 2005 als Vorsitzende Richterin.

## Leben und Wirken
Völlmeke war nach Abschluss ihrer juristischen Ausbildung zwei Jahre als Rechtsanwältin tätig. 1976 trat sie in den höheren Dienst der Finanzverwaltung des Landes Nordrhein-Westfalen ein. 1979 wechselte sie als Richterin an das Finanzgericht Düsseldorf.
Nach ihrer Ernennung zur Richterin am Bundesfinanzhof im Oktober 1990 wies das Präsidium Völlmeke zunächst dem VI. (Lohnsteuer-)Senat, anschließend dem VIII. Senat (Personengesellschaften) zu. Mit der Ernennung zur Vorsitzenden Richterin im Juni 2005 übernahm sie den Vorsitz des XI. Senats, der seinerzeit für die ertragsteuerrechtliche Behandlung von Freiberuflern und Gewerbetreibenden zuständig war und sich seit 2008 ausschließlich mit Streitfällen aus dem Bereich der Umsatzsteuer befasst. Seit 2007 war sie zudem Mitglied im Großen Senat. Völlmeke trat am 31. August 2011 in den Ruhestand.